# 大鳳頭燕鷗

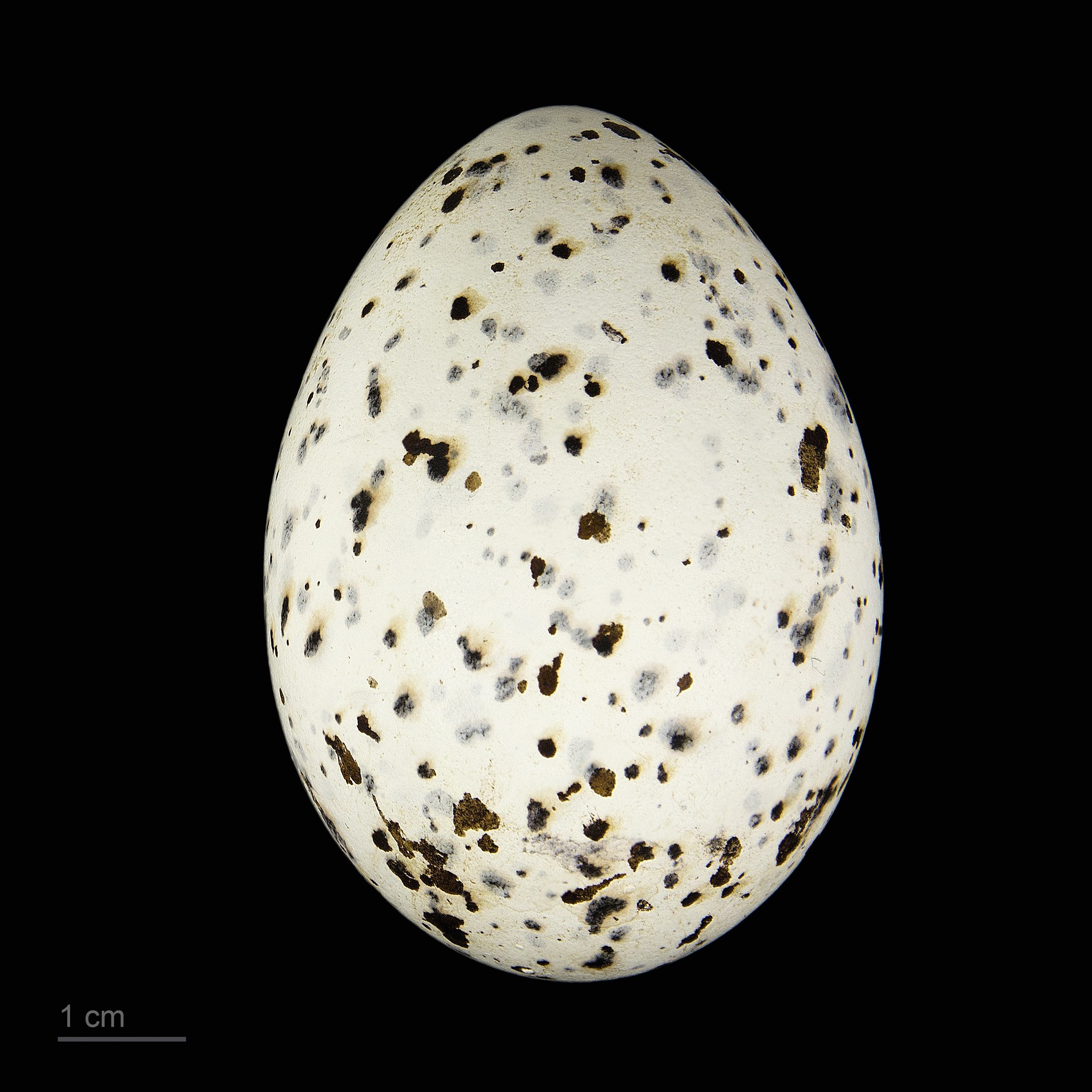
卵

大凤头燕鸥（學名：Thalasseus bergii），又名大鳳頭燕鷗，具羽冠的燕鸥，为燕鷗科凤头燕鸥属的鸟类。在熱帶和亞熱帶舊大陸的海岸線和島嶼上密集成群地築巢，遍及印度洋到中太平洋，以及波斯灣，馬祖、基隆、宜蘭亦有分布。其五個亞種在南非到印度洋周圍，直至中部太平洋和澳大利亞地區繁殖，所有的族群在繁殖後廣泛遷徙於繁殖區之外。這種大型燕鷗與皇家燕鷗及小鳳頭燕鷗關係密切，但可根據其體型和喙色加以區分。
鳳頭燕鷗的上半部為灰色，下半部為白色，喙為黃色，擁有在冬季縮退的凌亂黑色羽冠。幼鳥有著獨特的外貌，羽毛上有強烈的灰色、棕色和白色斑紋，在其長出成鳥羽毛後的數月內依賴父母提供食物。像屬於鳳頭燕鷗屬（Thalasseus）的所有成員一樣，鳳頭燕鷗通過俯衝捕食魚類，通常在海洋環境中；雄性燕鷗將魚餌供奉給雌性作為求偶儀式的一部分。
這是一種適應性強的物種，已學會跟隨捕魚船以撿拾被丟棄的兼捕漁獲，並使用一些不尋常的巢位，如建築物的屋頂和鹽場及污水處理場中的人工島嶼。其蛋和幼鳥可能被鷗和䴉捕食，而人類活動如捕魚、射擊及收集鳥蛋亦導致局部族群數量下降。目前對這種鳥類的全球保護並無重大關切，其總數量穩定，超過500,000隻。

## 分類
鳳頭燕鷗屬於燕鷗科（Sternidae），是中小型海鳥，與鷗、剪嘴鷗和賊鷗有密切關係。牠們在外觀上類似於鷗類，但通常體型較輕，有長而尖的翅膀（這讓牠們飛行速度快而輕盈），尾巴深深分叉，腿短。大多數物種在背部呈灰色而下部為白色，並在冬季具有減少或帶有白色斑點的黑色冠羽。
鳳頭燕鷗最初由德國博物學家馬丁·利希滕斯坦於1823年描述為Sterna bergii，但在線粒體DNA研究確認燕鷗展示的三種主要頭部模式（無黑冠、黑冠、帶有白前額的黑冠）對應於不同的進化支後，被移至目前的鳳頭燕鷗屬（Thalasseus）。
鳳頭燕鷗在屬內最接近的親緣物種似乎是小鳳頭燕鷗（T. bengalensis）和皇家燕鷗（T. maximus）。DNA研究未包括極危物種的黑嘴端鳳頭燕鷗（T. bernsteini），但由於該鳥以前被認為是鳳頭燕鷗的同種異名（T. b. cristatus的異名），因此推測其與鳳頭燕鷗也非常接近。
鳳頭燕鷗的屬名源自希臘語Thalassa，意為“海”，其種小名bergii是為紀念卡爾·海因里希·貝爾吉烏斯（普魯士藥劑師和植物學家），他在開普敦附近收集了這種燕鷗的第一個標本。
鳳頭燕鷗有四到五個地理亞種（取決於權威），主要在背部和喙的顏色上有所不同。這些按分類順序列出。還有相似數量的其他潛在亞種被提出，但不被視為有效。
| 亞種                                   | 圖片                 | 繁殖範圍                                               | 特徵                                                 | 族群估計                                                     |
| -------------------------------------- | -------------------- | ------------------------------------------------------ | ---------------------------------------------------- | ------------------------------------------------------------ |
| T. b. bergii （Lichtenstein, 1823）    | 西開普省，南非       | 南非和納米比亞海岸                                     | 背部深灰色，比thalassina稍大，頭部最少白色           | 20,000隻（包括南非6,336對繁殖對和納米比亞最多1,682對繁殖對） |
| T. b. enigma （Clancey, 1979）         |                      | 贊比西河三角洲，莫桑比克，南至德班，南非               | 最淡的亞種 被IOC列入T. b. bergii中                   | 8,000–10,000隻於馬達加斯加和莫桑比克                         |
| T. b. thalassinus （Stresemann, 1914） | 坦桑尼亞，平韋       | 西印度洋                                               | 體型小且顏色淡，在其範圍的南部地區較大且較不淡       | 東非和塞席爾群島2,550–4,500隻                                |
| T. b. velox （Cretzschmar, 1827）      | 阿曼                 | 紅海、波斯灣、印度洋北部                               | 最大、最重、最黑且喙最長的亞種                       | 中東地區33,000隻（包括阿曼4,000對和沙特阿拉伯外島3,500對）   |
| T. b. cristatus （Stephens, 1826）     | 塔斯馬尼亞，澳大利亞 | 東部印度洋、澳大利亞和從台灣南至塔斯馬尼亞的西部太平洋 | 類似於bergii，但尾部、臀部和背部同色；在澳大利亞較淡 | 澳大利亞500,000+隻                                           |

## 描述

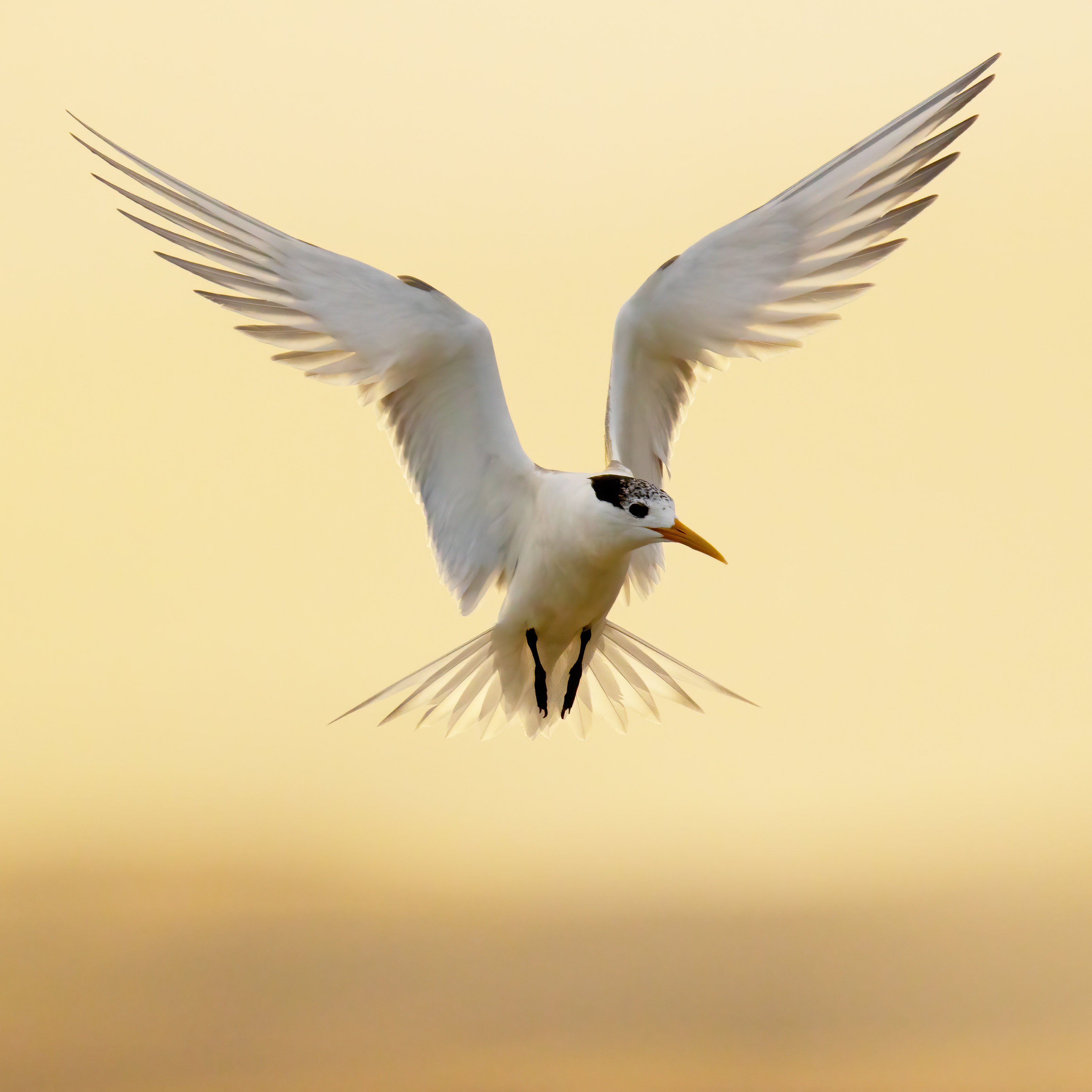
飛行中

鳳頭燕鷗是一種大型燕鷗，具有長而黃色的喙（5.4—6.5 cm或2.1—2.6英寸）、黑色的腿和光亮的黑色羽冠，在後部顯得特別蓬亂。指名亞種 T. b. bergii 的繁殖期成鳥全長46—49 cm（18—19.5英寸），翼展125—130 cm（49—51英寸）；這個亞種的體重為325–397 g（11.4–14.0 oz）。 額頭和下半身為白色，背部和內側翅膀為暗灰色。冬季時，上半部的羽毛會變為較淺的灰色，頭頂的黑色冠羽變成白色，後部混合成胡椒狀的黑色羽冠和面具。
雌雄成鳥在外觀上完全相同，但幼鳥具有獨特的外貌，其頭部圖案類似於冬季成鳥，上半部有強烈的灰色、棕色和白色斑紋；合攏的翅膀上有明顯的黑色條紋。經過換羽後，年輕的燕鷗看起來像成鳥，但翅膀仍有雜色斑紋，內側飛羽上有一條黑色條紋。
北部亞種T. b. velox和T. b. thalassina的繁殖羽從5月到9月或10月，而南部非洲的兩個種族的相應時期為12月到4月。對於T. b. cristata，換羽時間取決於位置；來自澳大利亞和大洋洲的鳥類在9月至約4月之間具有繁殖羽，而在泰國、中國和蘇拉威西的鳥類從2月到6月或7月呈現這種外觀。
皇家燕鷗的體型與這種物種相似，但其體型更重，翅膀更寬，背部較淺，喙較鈍且更橙色。鳳頭燕鷗經常與小鳳頭燕鷗混在一起，但比後者大25% ，喙相對較長，頭部更長、更重，身體更粗壯。 小鳳頭燕鷗的喙帶有橙色調，且在未成熟的羽毛狀態下，其羽色變化遠少於鳳頭燕鷗。
鳳頭燕鷗在其繁殖地時特別吵鬧。其領地廣告聲是一種響亮、刺耳、類似烏鴉的叫聲kerrak。其他叫聲包括鳥巢附近的焦慮或興奮的鳥類發出的korrkorrkorr聲，以及飛行中的硬wep wep聲。

## 分佈與棲地

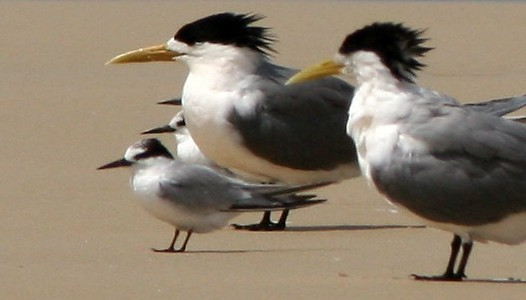
與小燕鷗棲息，注意大小差異

鳳頭燕鷗分佈於從南非圍繞印度洋到太平洋和澳大利亞的舊大陸熱帶和溫暖的溫帶海岸地區。亞種T. b. bergii和T. b. enigma在南非的納米比亞至坦桑尼亞繁殖，也可能在馬達加斯加周圍的島嶼上繁殖。然後，其繁殖區分佈在索馬利亞和紅海之間有一個中斷點，在東部進入南部印度的地區又有另一個間斷。
鳳頭燕鷗在印度洋的許多島嶼上繁殖，包括阿爾達布拉群島和塞舌爾的Etoile島、查戈斯群島和羅德里格斯島。 在許多太平洋島嶼上有其繁殖群落，包括吉里巴斯、斐濟、湯加、社會群島和土阿莫土群島。
它們的巢位於低平的沙島、岩島或珊瑚島上，有時在矮灌木叢中，但通常完全沒有遮蔽物。 當不在繁殖時，鳳頭燕鷗會在開闊的海岸上棲息或休息，較少在船隻、柱基、港口建築物和潟湖中的鹽堆上休息。它們很少見於潮汐河道或內陸水域。
所有鳳頭燕鷗的族群在繁殖後都會遷徙。當南非的鳥類離開納米比亞和西開普省的繁殖地時，大多數成鳥會向東移動至南非的印度洋海岸線。許多年輕的鳥類也向東移動，有時超過2,000 km（1,200 mi），但也有一些鳥類沿著西海岸向北移動。T. b. thalassina 在東非沿海過冬，向北至肯尼亞和索馬利亞，有時可南達德班。從波斯灣向東繁殖的T. b. velox群落似乎是定居或散居的，而非真正的遷徙，但在紅海繁殖的鳥類則在東非沿海過冬至肯尼亞。 T. b. cristata大多數留在其繁殖地400 km（250 mi）範圍內，但有些鳥類游蕩至約1,000 km（620 mi）。 這種物種曾作為迷鳥出現在夏威夷、 紐西蘭、 北韓、 約旦和以色列。
在印度，鳳頭燕鷗受到PM Sayeed海鳥保護區的保護。

## 行為

### 繁殖

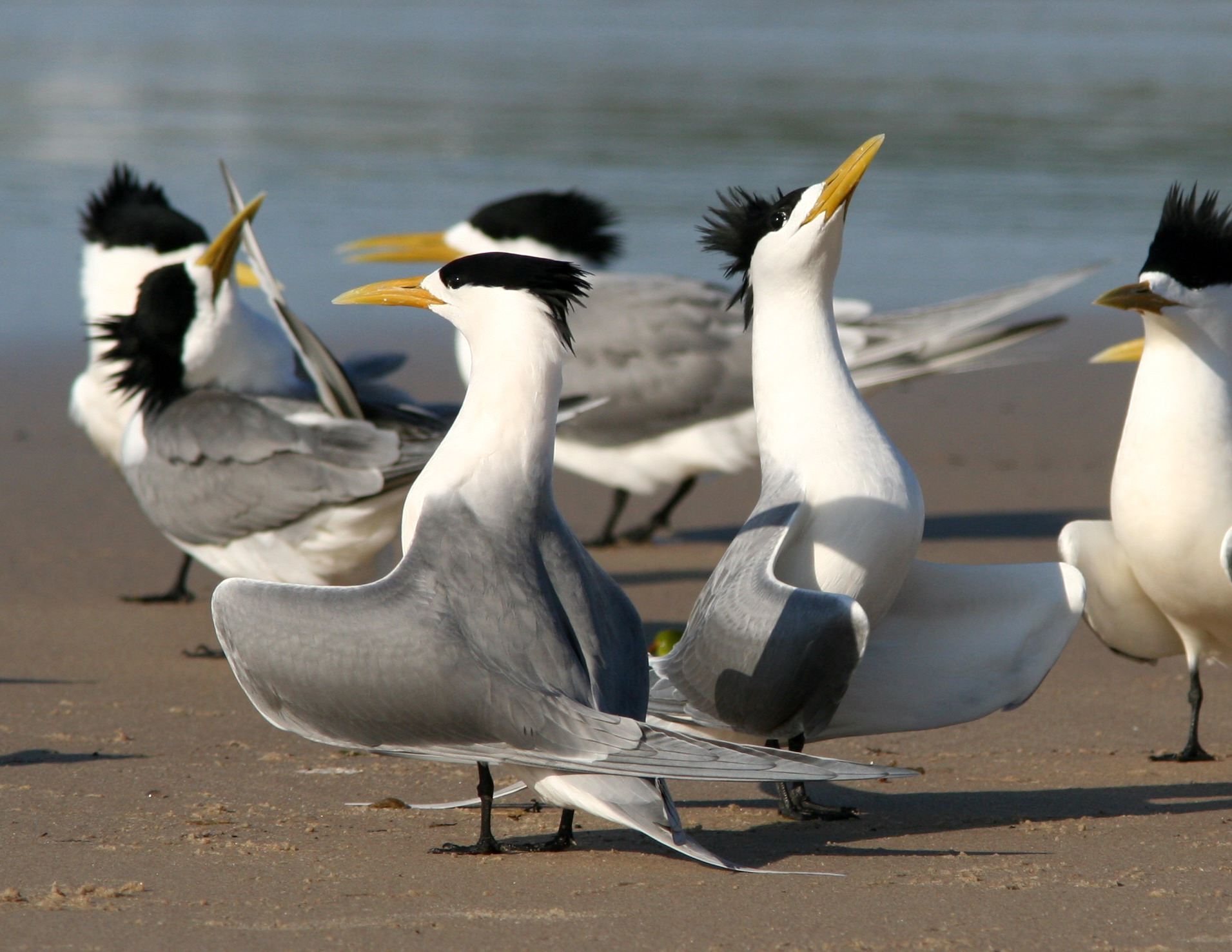
T. b. cristata 展示中

鳳頭燕鷗在群落中繁殖，通常與其他海鳥一起。它是單配偶制的，配對關係全年維持，有時連續幾個繁殖季節都如此。 群落的大小與遠洋魚類的豐富程度有關。 目前記錄中最大的繁殖群落位於澳大利亞北部的卡奔塔利亞灣，有13,000到15,000對，該地區還支持其他海鳥的主要群落。由於該地區的巢築時間隨夏季季風洪水而變化，這大概是因為河水提供的額外養分讓海灣內的魚群數量增加的緣故。 這種燕鷗不會表現出棲地忠誠度，其築巢地點每年經常改變， 有時超過200 km（120 mi）。

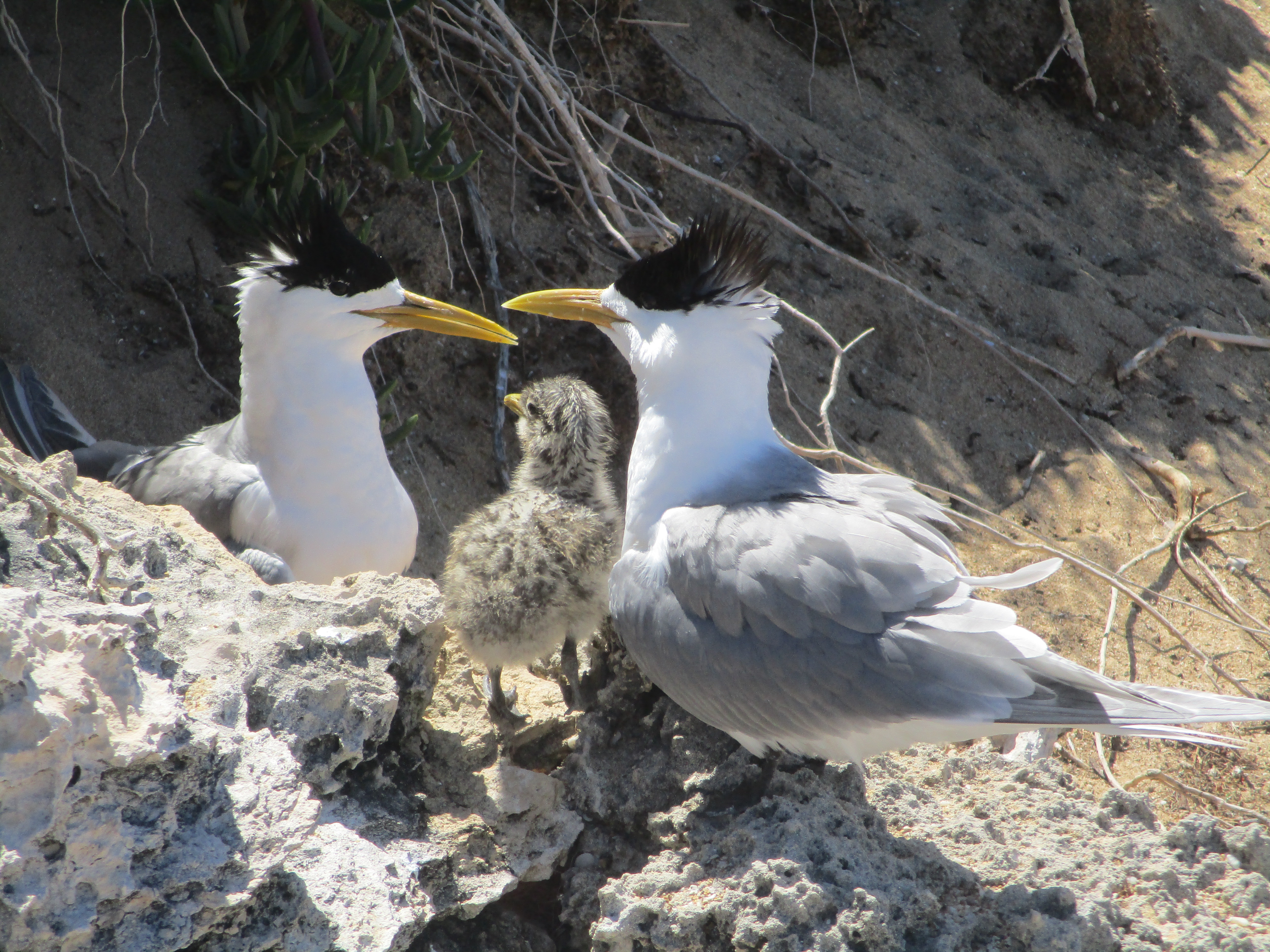
鳳頭燕鷗幼鳥與父母在一起 企鵝島, 西澳大利亞州

雄性鳳頭燕鷗在準備築巢時，會在群落內建立一小塊領地，最初會啄咬進入他領地的其他燕鷗。如果入侵者是另一隻雄鳥，它會以同樣的方式反擊，通常會被當前的雄鳥猛烈驅逐。雌鳥進入巢區時，對雄鳥的攻擊反應較為被動，這使得雄鳥能夠辨別她的性別並通過展示行為（如抬頭和鞠躬）來開始配對。這種行為在築巢期間經常重複，以加強配偶之間的聯繫。燕鷗還會使用魚作為求偶儀式的一部分。一隻鳥會叼著魚在群落周圍飛翔，並大聲鳴聲；其伴侶可能也會飛翔，但最終這對鳥會停下來並進行魚的交換。

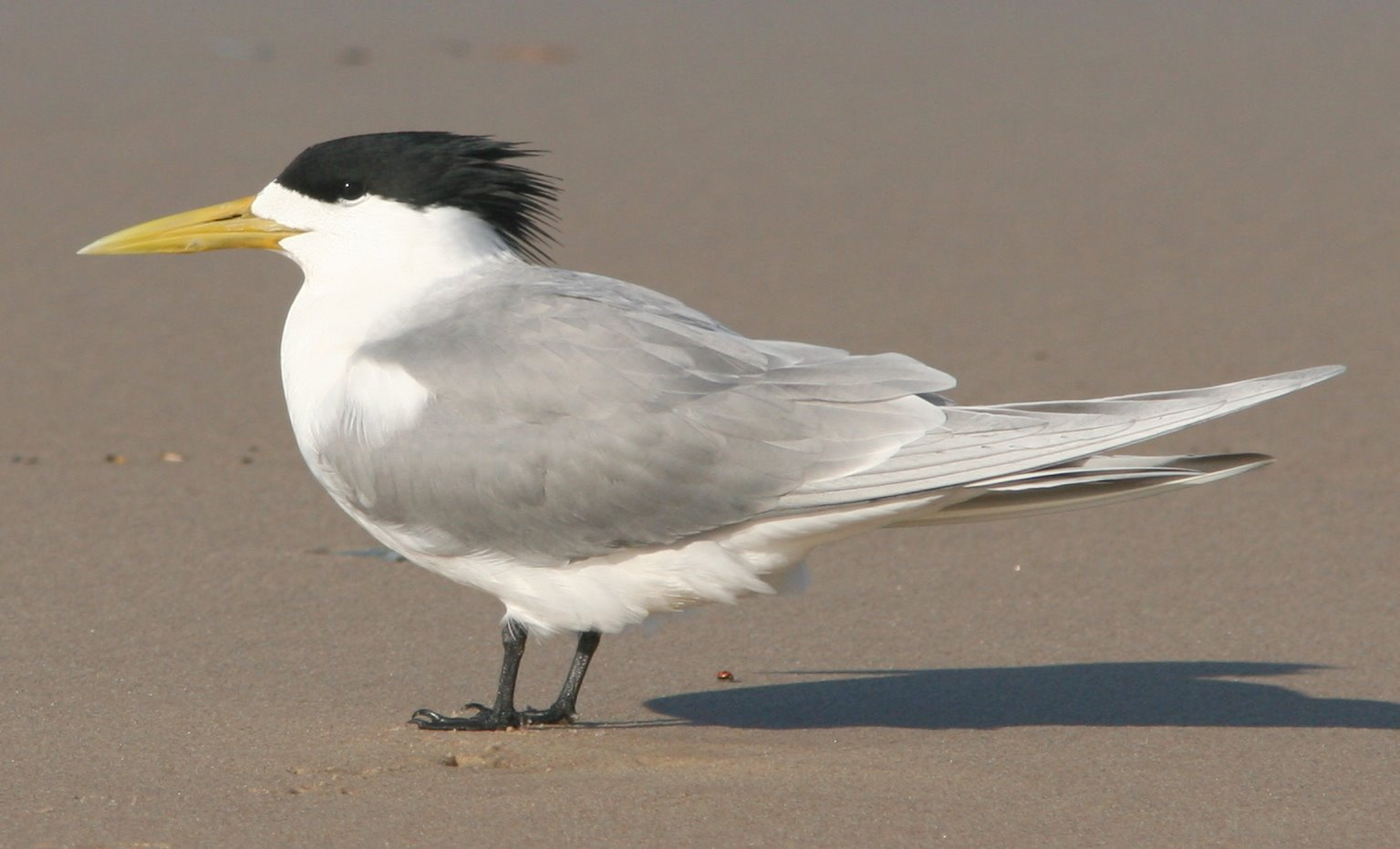
繁殖羽, 新南威爾斯

巢是一個淺淺的沙坑，位於開闊的平坦地面上，有時也在斜坡上。巢通常沒有襯墊，但有時會包括石頭或烏賊骨。雌鳥會產下一顆，有時是兩顆蛋，並由雙親共同進行孵化，孵化時間為25至30天。 蛋為奶油色並帶有黑色條紋。 繁殖群落內的蛋產下是同步的， 在亞群落內則更加同步。 雙親無法辨認自己的蛋或新孵化的幼鳥，但能在幼鳥兩天大時（即它們開始離巢前不久）辨識出自己的孩子。 早熟性雛鳥非常淡的顏色帶有黑色斑點，由雙親撫養並餵養，但當年齡較大時可能會成群結隊。幼鳥在38到40天後羽翼豐滿，但離開群落後仍依賴雙親，直到約四個月大。

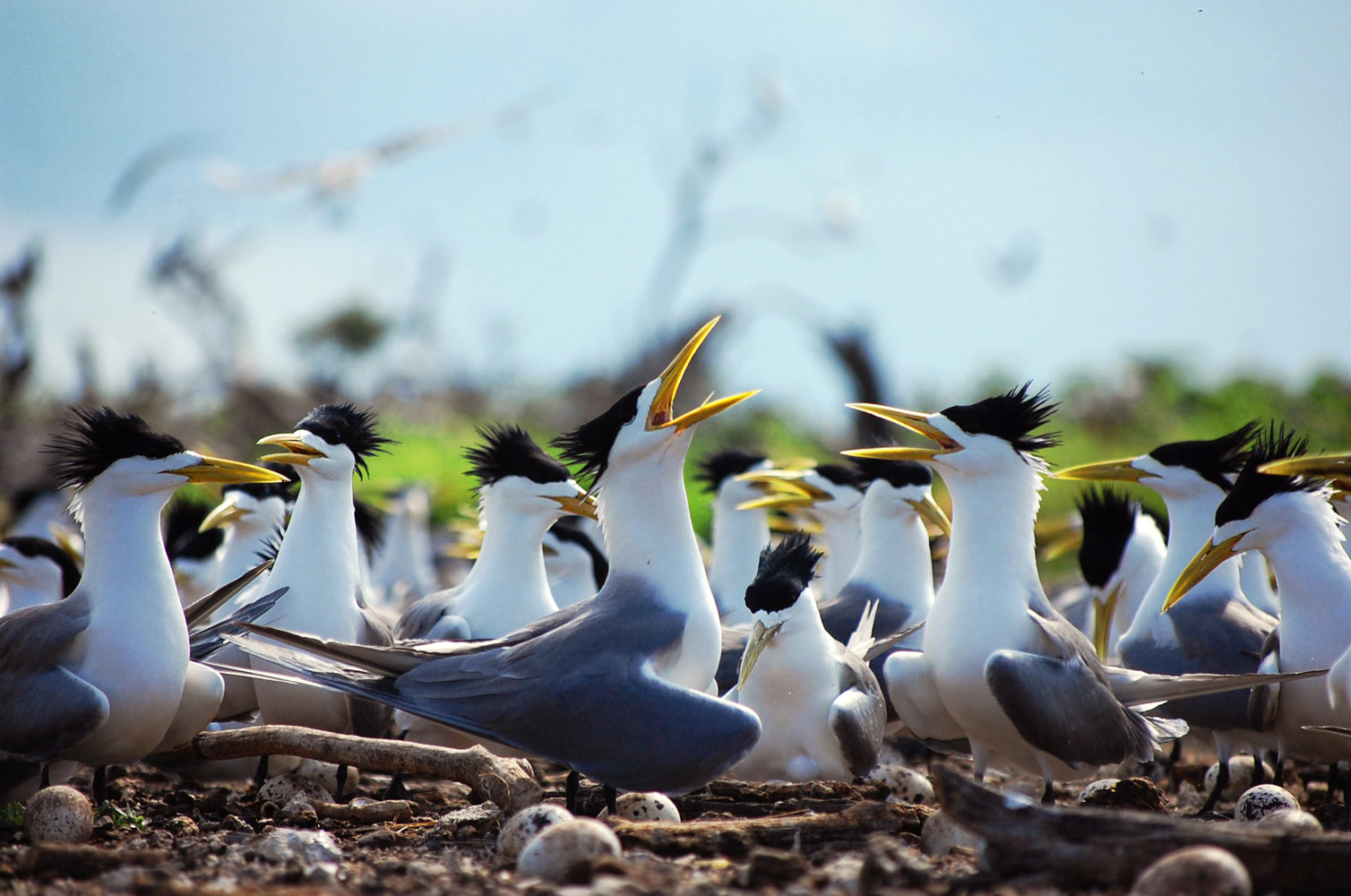
築巢群落, 圖巴塔哈群礁, 菲律賓

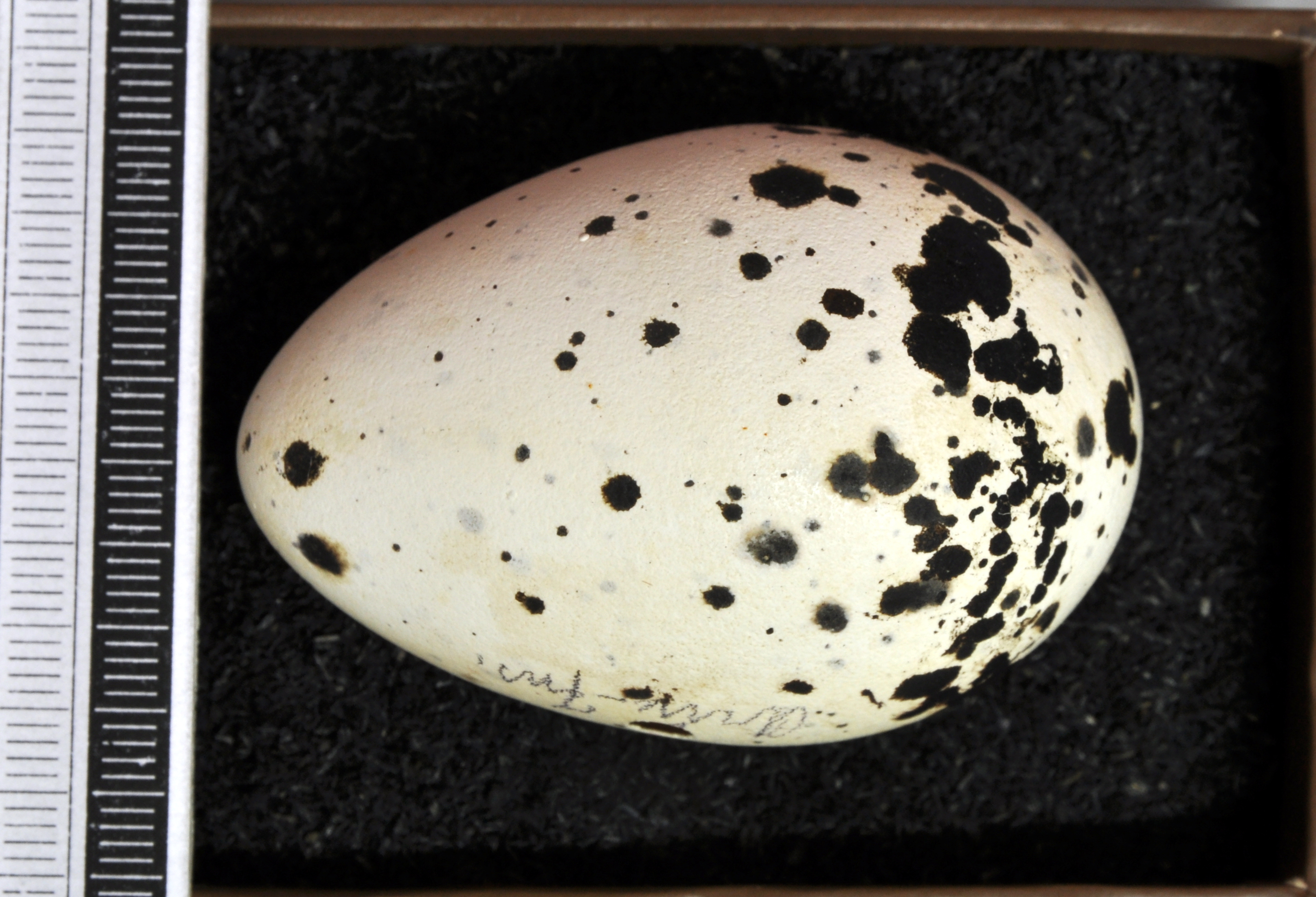
蛋, 收藏於威斯巴登博物館

在南非，這種物種已適應在建築物的屋頂上繁殖，有時會與哈特拉布鷗一起繁殖，這些鷗也與指名亞種共享更典型的繁殖地點。2000年時，該亞種中有7.5%的個體在屋頂上繁殖。 這種適應力強的海鳥最近也在鹽盤和污水處理廠上的人工島上建立了聚落。
成年燕鷗幾乎沒有天敵，但在納米比亞，未成熟的燕鷗經常被海帶鷗搶奪食物；此外，海帶鷗、哈特拉布鷗、澳洲紅嘴鷗和埃及聖䴉也被觀察到以蛋或雛鳥為食，特別是在群落受到干擾時。 位於外圍且巢數相對較多的小型亞群落更易受捕食。 在澳大利亞，貓和狗的捕食，以及偶爾的槍擊或與汽車、電線或燈塔相撞的死亡事件也有記錄。

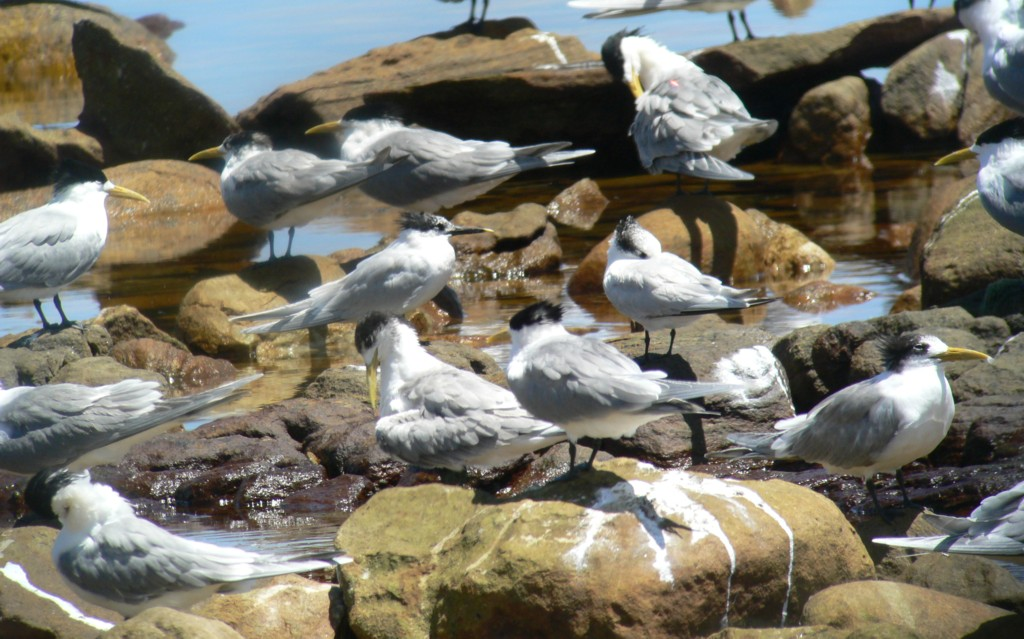
提名亞種白嘴端鳳頭燕鷗棲息在一起, 南非

商業漁業對鳳頭燕鷗既有正面影響也有負面影響。拖網漁船的廢棄物為幼鳥提供了額外的食物，增加了幼鳥的存活率，而卡奔塔利亞灣東南部的大量鳥口增長被認為是因為大型蝦拖網漁業的發展。 另一方面，圍網漁業減少了可用的食物供應，而南非西開普省鳳頭燕鷗繁殖數量的顯著波動，與[w:Pelagic fish|遠洋魚類]]的豐富度變化有關，而後者受到圍網漁業的密集捕撈。 燕鷗可能會因與拖網撞擊、被拖網或棄置漁具困住，或被延繩釣漁業勾住而受傷或死亡，但與信天翁和海燕不同，總體數量並沒有明顯受到影響的證據。
有一次不尋常的事件是103隻燕鷗在南非羅本島被海洋泡沫困住，該泡沫是由波浪作用、海帶黏液和浮游植物結合產生的。經過治療後，90%的鳥類已恢復健康並被釋放。

### 進食

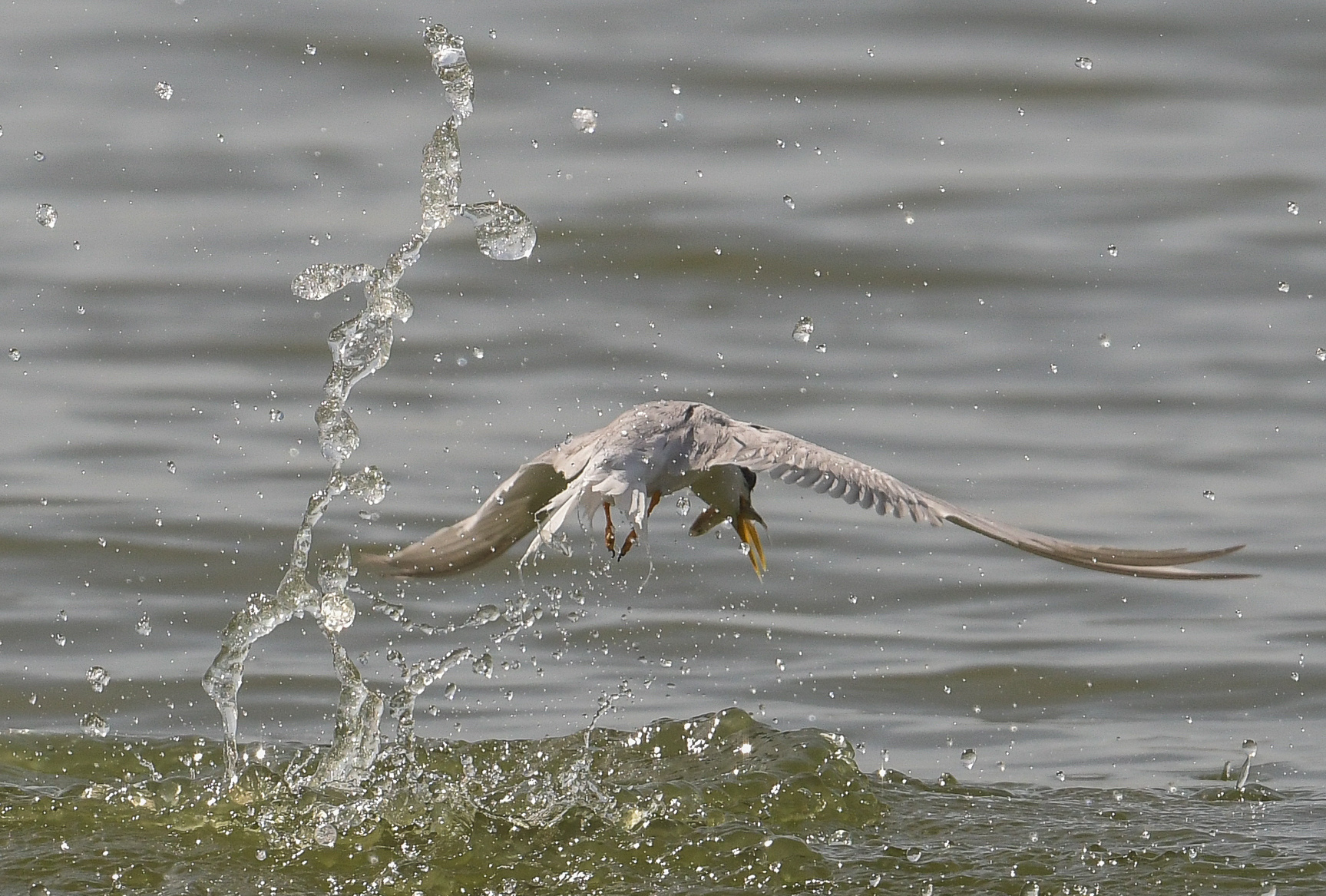
鳳頭燕鷗透過水面捕獲獵物

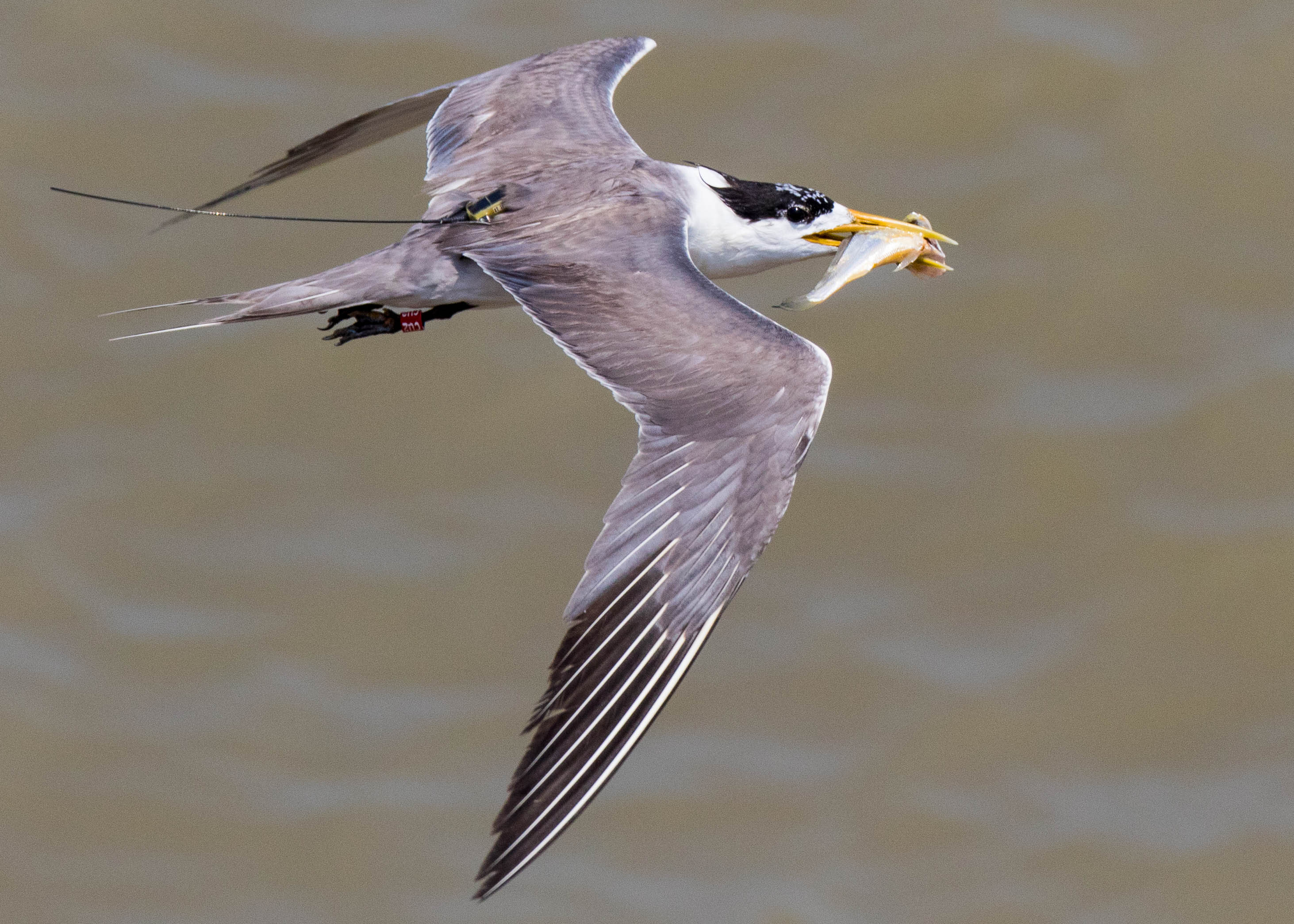
嘴裡叼著魚的鳳頭燕鷗

魚類是鳳頭燕鷗的主要食物，占其獵物的近90%，其餘獵物包括頭足類動物、甲殼類動物和昆蟲。 不尋常的脊椎動物獵物還包括飛蜥和綠蠵龜的幼龜。
鳳頭燕鷗主要通過猛潛至最多1米（3.3英尺）的深度或從水面俯衝來海上捕食，通常會在半空中吞下食物。繁殖季節，燕鷗可能會飛到離陸地10 km（6.2 mi）外的地方覓食。獵物的大小範圍從長度7—138 mm（0.28—5.43英寸）到重量30 g（1.1 oz）不等。典型的獵物是群游的遠洋魚類，如鳳尾魚和沙丁魚， 但也會捕食來自商業捕撈的底棲物種的丟棄物。這種燕鷗會積極跟隨拖網漁船，包括在夜間，捕魚季節時拖網丟棄物可構成其70%的飲食。 捕蝦漁業特別富有成效，因為蝦通常只佔捕撈量的10–20%，其餘是混獲物，主要是天竺鯛和鰕虎魚。

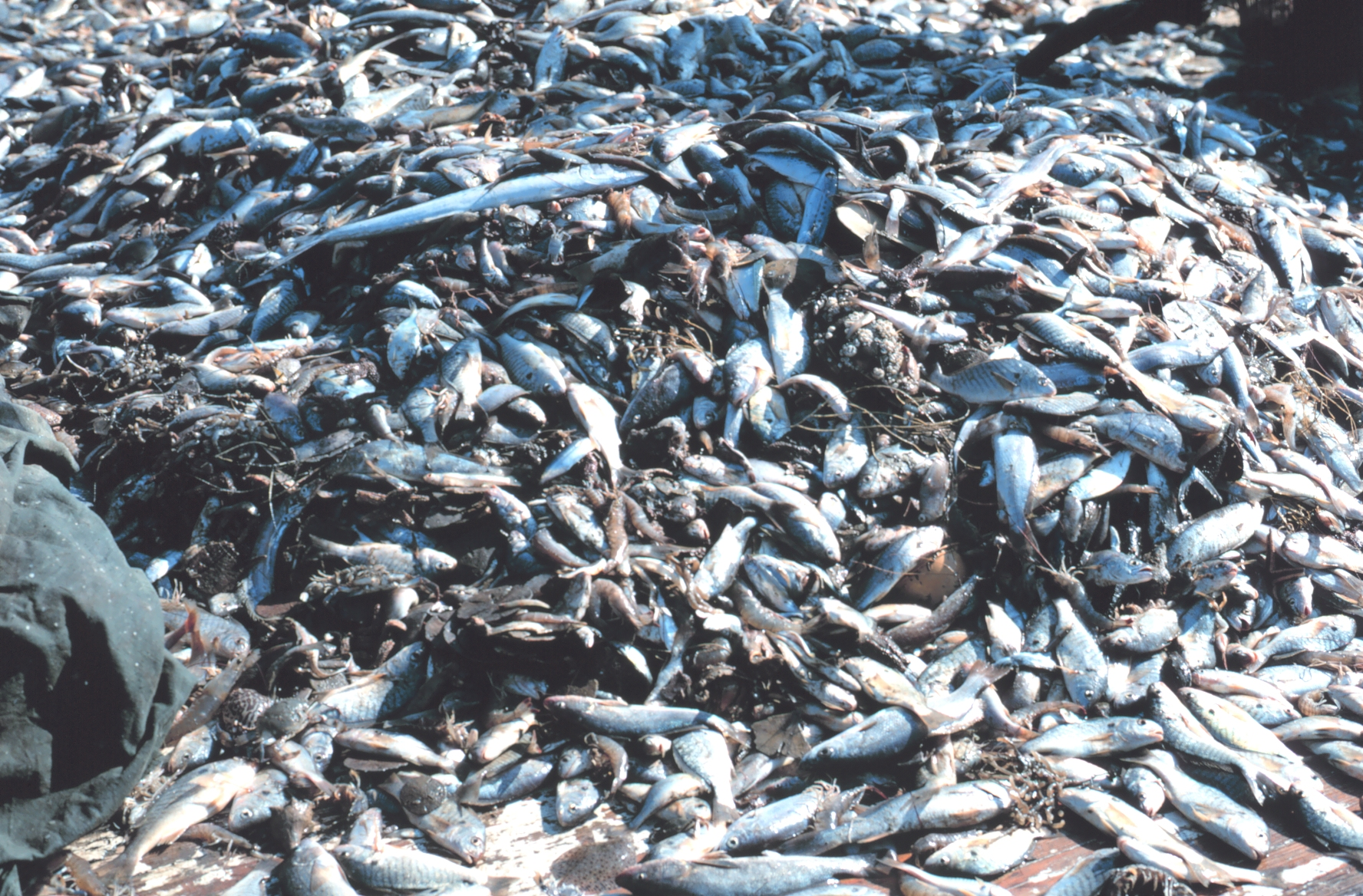
捕蝦的副漁獲物可以提供額外的食物

在大堡礁的一個地區，繁殖中的鳳頭燕鷗數量增加了十倍，這可能是由於拖網混獲物提供了額外的食物。有研究指出，小鳳頭燕鷗和烏領燕鷗已遷移至禁止捕魚的大堡礁區域繁殖。鳳頭燕鷗數量的大幅增加可能通過食物和築巢地點的競爭影響了其他物種。
燕鷗的視網膜中錐狀細胞內有紅色油滴。這能提高對比度並在模糊的條件下增強遠距視力。 需要透過空氣/水界面觀察的鳥類，如燕鷗和鷗，錐狀油滴中有比其他鳥類物種更強烈的類胡蘿蔔素色素。 改善的視力有助於燕鷗定位魚群，但尚不清楚它們是觀察到魚群所依賴的浮游植物，還是觀察到其他燕鷗在捕食。 燕鷗的眼睛對紫外線的敏感度並不特別高，這種適應更適合像鷗這樣的陸地覓食者。

### 狀態
鳳頭燕鷗的分布範圍廣泛，估計為100萬至1000萬平方公里（40萬至380萬平方英里）。雖然其總數量尚未量化，但其數量被認為不會接近IUCN紅色名錄的任一標準：無論是數量標準（少於1萬成熟個體）還是數量下降標準（在十年或三代內下降超過30%）。基於這些原因，該物種在全球層面被評估為「無危」。 然而，在某些地區，例如泰國灣，該物種已不再繁殖，以及在印尼，因採蛋而導致數量下降，這些都引起了關注。
除T. b. cristata外的所有亞種都包含在非歐亞遷移性水鳥協定（AEWA）之內。 協議締約方須參與各種保育策略，這些策略在詳細的行動計劃中有所描述。該計劃旨在解決物種和棲地保護、人類活動管理、研究、教育和執行等關鍵問題。

## 亚种
- 大凤头燕鸥东南亚种（学名：Thalasseus bergii cristatus）。在中国大陆，分布于福建、广东、海南等地。该物种的模式产地在中国。[41]